# Luís Renato Pedroso
Luís Renato Pedroso OMM (Foz do Iguaçu, 18 de fevereiro de 1928) é um jurista brasileiro, tendo atuado na Magistratura, no Ministério Público e na Advocacia.

## Biografia
Filho de Accácio Pedroso, comerciante, autodidata, ex-prefeito do então Território Federal do Iguaçu e ex-Inspetor Geral de Ensino do Território Federal do Iguaçu, e de Sara Sottomaior Pedroso. Foi casado com Úrsula Lange Pedroso e, em segunda núpcias, com Maria Alice Nogueira Pedroso.

### Formação Acadêmica
Após ter concluídos o ensino ginasial no Liceu Rio Branco, em Curitiba, Bacharelou-se em Direito na Universidade Federal do Paraná - UFPR, em 1950, mesmo ano de sua federalização, tendo recebido o prêmio Carlos Renaux como melhor aluno em Econômica Política e Ciência das Finanças, sendo discípulo de renomados juristas como Manoel de Oliveira Franco, Ernani Guarita Cartaxo e Altino Portugal Soares Pereira, entre outros.

### Advocacia e Ministério Público
Iniciou suas atividades profissionais no ano de 1951 como Promotor Público Interino nas Comarcas de Mandaguari, Campo Mourão e São José dos Pinhais.
Entre 1951 e 1955, foi advogado público do Departamento de Estradas de Rodagem e do Departamento de Geografia, Terras e Colonização do Estado do Paraná, tendo sido chefe de gabinete deste último.

### Magistratura
Em 1955 foi nomeado juiz substituto para a Secção Judiciária de Londrina, abrangendo as Comarcas de Cambé e Rolândia. Após ter sido aprovado em primeiro lugar no concurso público para magistratura do Estado do Paraná, passou exercer o cargo de Juiz de Direito nas Comarcas de Araruva, hoje Marilândia do Sul, Astorga, Londrina e Curitiba, quando, em 1970, passou a compor o recém criado Tribunal de Alçada do Paraná.
No Tribunal de Alçada do Paraná, exerceu os cargos de Vice-presidente e de Presidente daquela corte (1977/1978), quando, então, foi nomeado desembargador do Tribunal de Justiça do Paraná.
No Tribunal de Justiça do Paraná, exerceu os cargos de Corregedor da Justiça (1983/1984) e Presidente da Corte (1991/1992), quando presidiu as Comemorações do Centenário do Tribunal de Justiça e o I Congresso de Presidentes de Tribunais de Justiça. A efeméride das comemorações do Centenário do Tribunal de Justiça do Paraná, incorporou-se a história do Estado como episódio de realce e destaque.
Conforme a palavras da historiadora Chloris Elaine Justen de Oliveira: "o desembargador Luís Renato Pedroso, homem culto e prestigiado pelos juízes, reconhecido pelos dotes de oratória, com habilidade e competência administrativa teve marcante presença na história da magistratura paranaense".
Dentre as inúmeras demonstrações e afeto e amizade, vale ressaltar parte da carta endereçada pelo desembargador jubilado José Wanderlei Resende, ocupante da cadeira n. 32, da Academia Paranaense de Letras, publicada na Revista do Centro de Letras do Paraná, n. 53: "digo-lhe que sou muito grato por usufruir de sua convivência, nesses longos anos de magistratura, e que são inúmeras as boas lembranças que guardo da sua pessoa, das lições que me ensinou, das demonstrações de apreço e, sobretudo, do que você representou de maior para o Poder Judiciário do Paraná e, agora, servindo com tanta maestria, a vida literária".
Em agosto de 1993, Pedroso foi admitido pelo presidente Itamar Franco à Ordem do Mérito Militar no grau de Oficial especial.

### Magistério
No magistério, na década de 60, lecionou na escola normal Monsenhor Celso e no no Colégio Comercial de Astorga. Em 1964, foi professor de direito Civil na Faculdade de Direito de Londrina, hoje Universidade Estadual de Londrina, tendo sido paraninfo da turma de 1966.
Foi professor de direito Civil e Processo Civil na então Faculdade Católica de Direito, hoje, Pontifícia Universidade Católica do Paraná - PUC/PR, tendo sido paraninfo da turma de 1955, bem como, na Fundação de Estudos Sociais do Paraná, nas disciplinas de direito Administrativo e Comercial, afastando-se do magistério, em face da eleição para Corregedor Geral da Justiça em 1983.

### Associação dos Magistrados do Paraná e Associação dos Magistrados Brasileiros
Em 1975, foi eleito vice-presidente da Associação dos Magistrados do Paraná - AMAPAR, em chapa emcabeçada pelo então desembargador Aurélio Feijó, quando, devido a uma fatalidade, teve que concluir o mandato na condição de Presidente. Após este fato, durante sete anos, e, em períodos diferentes, ocupou a presidência da referida entidade, sendo ainda, o magistrado que ocupou tal cargo pelo maior peíodo (1975/1980 - 1985/1987).
Sempre com brilhantismo, promoveu a frente a Amapar catorze seminários estaduais atingindo todas as regiões do Estado e, em 1978, realizou o O Congresso Estadual da Magistratura, obtendo referências elogiosas dos participantes pela dedicação e empenho dos associados. Ainda, em 1986 e 1987, foi primeiro vice-presidente da Associação dos Magistrados Brasileiros - AMB.

### Câmara de Mediação e Arbitragem da Associação Comercial do Paraná e Conselho Estadual do Fundo Penitenciário do Paraná
Em 1996, foi um dos idealizadores e primeiro presidente da Câmara de Mediação e Arbitragem da Associação Comercial do Paraná - Arbitac, sendo que, os esforços para a materialização do projeto, iniciaram antes mesmo do advento da Lei Brasileira sobre a Arbitragem (Lei 9.307/96). Presidiu à Arbitac de 1996 a 2001, passando a integrar, seu Conselho Superior.
De 1995 a 2003 foi membro do Conselho Estadual do Fundo Penitenciário do Paraná - FUNPEN, órgão criado Lei 4.955, de 13 de novembro de 1964 e regulamentado pelo Decreto 6420 de 11 de outubro de 2002, vinculado a Secretaria Estadual de Justiça, Cidadania e Direitos Humanos, o qual se destina a prover recursos ao Departamento Penitenciário do Estado do Paraná, para a melhoria das condições da vida carcerária nos estabelecimentos penais e atendimento aos programas de assistência aos egressos do Sistema Penitenciário do Estado.

### Rotary Clube Internacional
Pertenceu ao Rotary Clube de Astorga, onde iniciou suas atividades rotarias na década de 60, integrando depois o Rotary Club Londrina Norte e atualmente, o Rotary Clube Curitiba Norte, do qual foi presidente em 1971/1972.
Em 1996 e 1997, foi presidente da Fundação da Unidade Rotária - FUR, sempre tendo atuação relevante.

### Atividades Cívicas e Culturais
Membro das seguintes Entidades: Movimento Pró-Paraná, Ente de Relações Institucionais do Paraná, desde sua fundação - Vice-presidente para assuntos cívicos e culturais. Conselheiro do Paraná Clube - Conselheiro perpétuo e remido do clube. Academia Paranaense de Letras Jurídicas - Membro Benemérito. Academia de Cultura de Curitiba ACCUR - Membro Benemérito, tendo sido seu Presidente por seis anos consecutivos. Academia Sul-Brasileira de Letras - Membro. Academia Literária José de Alencar - Membro. Academia Paranaense da Poesia - Membro Honorário e Assessor Jurídico. Sociedade Brasileira de Médicos Escritores Sobrames - Membro Honorário. Associação dos Serventuários da Justiça do Estado do Paraná Assejepar - Membro Honorário. Soberana Ordem do Sapo - Membro Título Barão de Santa Teresinha. Academia Paranaense de Letras - Membro Benemérito.

### Centro de Letras do Paraná
Estando em seu sexto mandato consecutivo, desde 1999, preside o Centro de Letras do Paraná, entidade cultural fundada em 19 de dezembro de 1912, tendo por patronos os literatos Euclides Bandeira e Emiliano Perneta.
Como um verdadeiro paladino da cultura, sempre procurou fomentar do desenvolvimento cultural do Estado por meio de encontros líteros-musicas realizados sempre as terças-feiras na sede da entidade, de modo que, homenagiando-o, o centrista Joel Puglsley assim se manifestou na Revista do Centro de Letras n. 51: "em nossa jornada terrena, temos pessoas especiais que vêm ao nosso encontro para soluções, tornando o caminho mais aplanado. Elas deixam marcas indeléveis, motivo pelo qual lhes devemos reconhecimento e gratidão. Tenho uma dessas pessoas em nosso dileto amigo e presidente Luís Renato Pedroso".

## Publicações

### Artigos Jurídicos
A importância do perito e assistente técnico engenheiro na solução das lides judiciais.
O tribunal de alçada e o nascente direito agrário.
A constitucionalidade das execuções extrajudiciais no sistema financeiro de habitação.
Execução da duplicata sem aceite.
Contencioso administrativo ou Justiça administrativa.

### Obras e Artigos Literários
PEDROSO, Luís Renato. Um pouco de mim. Curitiba: Sidtony Print Service, 2006.
Co-autor da letra do Hino do Muncípio de Astorga/PR.

## Títulos de Cidadania Benemérita e Honorária
- Cidadão Benemérito do Município de Faxinal/PR - Lei Municipal n. 38/84.
- Cidadão Benemérito do Município de Foz do Iguaçú/PR - Decreto Municipal n. 03/90.
- Cidadão Benemérito do Estado do Paraná - Lei Estadual n. 3.773/92.
- Cidadão Honorário do Município de Astorga/PR - Resolução nº 4/65.
- Cidadão Honorário do Município de Jaguapitã/PR - Processo Legislativo n. 60/66.
- Cidadão Honorário do Município de Rio Branco do Sul/PR - Lei Municipal n. 14/78.
- Cidadão Honorário do Município de Londrina/PR - Lei Municipal n. 2923/79.
- Cidadão Honorário do Município de Colombo/PR - Lei Municipal n. 152/83.
- Cidadão Honorário do Município de Piraquara/PR - Lei Municipal n. 26/84.
- Cidadão Honorário do Município de Quinta do Sol/PR - Lei Municipal n. 31/84.
- Cidadão Honorário do Município de Engenheiro Beltrão/PR - Decreto Municipal n. 04/84.
- Cidadão Honorário do Município de Colorado/PR - Lei Municipal n. 1.991/91.
- Cidadão Honorário do Município de Cantagalo/PR - Lei Municipal n. 70/91.
- Cidadão Honorário do Município de Marechal Cândido Rondon/PR - Lei Municipal n. 2492/91.
- Cidadão Honorário do Município de Campina da Lagoa/PR - Lei Municipal n. 07/91.
- Cidadão Honorário do Município de Fênix/PR - Resolução n. 03/91.
- Cidadão Honorário do Município de Jaguariaiva/PR - Lei Municipal n. 1125/91.
- Cidadão Honorário do Município de Paraíso do Norte/PR - Lei Municipal n. 1319/91.
- Cidadão Honorário do Município de Iretama/PR - Lei Especial de 28/12/1991.
- Cidadão Honorário do Município de Ibaiti/PR - Lei Municipal n. 10/92.
- Cidadão Honorário do Município de Curitiba/PR - Lei Municipal n. 7.862/92.
- Cidadão Honorário do Município de Bela Vista do Paraíso/PR - Lei Municipal n. 206/92.
- Cidadão Honorário do Município de Wenceslau Braz/PR
- Cidadão Honorário do Município de Campo Mourão/PR - Resolução n. 63/92.
- Cidadão Honorário do Município de Medianeira/PR - Lei Municipal n. 13/92.
- Cidadão Honorário do Município de Cruzeiro do Oeste/PR - Decreto Legislativo n. 05/92.

## Medalhas, Diplomas e Condecorações
- Medalha do Mérito Judiciário - concedida pela Associação dos Magistrados Brasileiros AMB, na conformidade do Decreto nº 35.839, de 14/07/1954.
- Medalha Ordem do Mérito Judiciário do Trabalho: Grau de Grande Oficial - concedida pelo Tribunal Superior do Trabalho TST, na conformidade da resolução nº 58/72, de 11/11/1970.
- Medalha Ordem do Mérito Militar - Grau de Oficial - concedida pelas Forças Armadas Brasileiras, criada pelo Decreto nº 24.660/34. É a mais elevada distinção honorífica do Exército Brasileiro [25]
- Medalha Francisco Xavier dos Reis Lisboa - concedida pelo Tribunal de Justiça do Maranhão TJ-MA (Resolução nº 17, de 03/10/1986.)
- Medalha Tenente Max Wolff Filho - concedida pela Legião Paranaense do Expedicionário.
- Prêmio Pablo Neruda de Direitos Humanos - Câmara Municipal de Curitiba (Decreto Legislativo 19/2008).
- Diploma de Mérito Judiciário Conselheiro Coelho Rodrigues - concedido pela Associação dos Magistrados Piauienses - AMAPI (05/01/1986).
- Diploma Pergaminho de Ouro - concedido pelo Jornal do Estado (28/04/1994).
- Homenageado pela Câmara Municipal de Curitiba em 22/04/2008, por sua participação na Comunidade Luso-Brasileira. >[26]
- Ordem Internacional do Mérito das Misericórdias - Grau de Cavaleiro Mor - concedida pelo Conselho Internacional das Santas Casas de Misericórdias, criada em 16 de dezembro de 1965, Resolução nº  02/91.
- Ordem do Mérito Cívico - Grau de Oficial - concedida pela Liga de Defesa Nacional, criada em 16 de dezembro de 1965, Aviso de 15 de novembro de 2012.
- Troféu Guerreiro do Paraná - concedido pelo Movimento Pró-Paraná, em 08/12/2016.[27]